# PC Bruno
Pour les articles homonymes, voir Bruno.
PC Bruno est le nom de code d'une cellule de déchiffrement franco-hispano-polonaise, sous contrôle des services de renseignements français (SR-Guerre), pendant la Seconde Guerre mondiale.

## Historique

### PC Bruno
Basé au château de Vignolles, près de Gretz-Armainvilliers, 40 km au sud-est de Paris, PC Bruno compte 70 personnes. Constitué de cryptologues et de militaires français, il recueille, début octobre 1939, quatorze cryptanalystes polonais, dont des spécialistes de la machine Enigma (anciens du bureau du chiffre du renseignement militaire polonais Biuro Szyfrów), commandés par le lieutenant-colonel Langer. Sept Espagnols travaillent aux codes italiens et franquistes. Dirigée par le commandant Gustave Bertrand, l'équipe coopère avec le GC&CS de Bletchley Park (BP).

#### Effectifs
Les Polonais sont des soldats de métier, des universitaires mathématiciens ou des ingénieurs de la Société Radio AVA. Sur ordre, ils ont abandonné leur famille à Brest-Litovsk. Chez eux, ils sont recherchés par les services allemands. Ils sont en France parce que l'ambassade de France à Bucarest a réagi plus vite que l'ambassade de Grande-Bretagne. À leurs yeux, cette intégration est un pis-aller, faute des moyens de constituer une antenne polonaise autonome. De plus, ils ont perdu en chemin tout le matériel évacué de Varsovie, bomby, cyclomètre, feuilles de Zygalski, et toutes leurs répliques d'Enigma, sauf deux. Sans feuilles de Zygalski, pas de décryptage. 
Dix officiers français occupent au PC Bruno les postes dominants. Toutefois, d’après Langer, ces officiers français ne jouent pas de rôle important dans le travail cryptologique. La situation que trouve Langer à son arrivée n'est pas brillante. Les cryptologues français n’utilisent pas leur réplique d’Enigma pour effectuer de nouvelles études ; ils se préoccupent seulement de la tenir en bon état de fonctionnement, alors que la situation est différente du côté britannique. Bertrand en veut aux Polonais de ne pas lui avoir fait confiance avant-guerre, ne révélant qu'en juillet 1939 qu'ils lisent certains trafics Enigma, par intermittences, depuis six ans.

#### Coopération avec le GC&CS
Du 3 au 7 décembre 1939, Langer et Henri Braquenié (de) (armée de l'air) vont à Londres et à BP. Le GC&CS réclame les Polonais, mais Langer répond que les cryptanalystes resteront en France, avec les unités de combat polonaises en formation. On convient du partage des tâches et des procédures de transmissions. Chiffrés au moyen des Enigmas polonaises, les messages seront transmis par téléscripteurs. Le 28 décembre 1939, des cryptanalystes britanniques, dont Alan Turing, sont reçus à PC Bruno où ils passent plusieurs jours. Turing apporte un premier jeu de feuilles de Zygalski fabriquées à BP par John Jeffreys sur les indications polonaises. Le 7 janvier 1940, il revient avec le second jeu.

#### Décryptages
Le 17 janvier 1940, les Polonais déchiffrent les premiers trafics Enigma du temps de guerre, à partir des messages du 28 octobre 1939. Mais l'effectif de PC Bruno est maigre. Celui qui a trouvé la clef décrypte tous les messages du réseau ce jour-là. Ça n'avance pas vite.
Le PC Bruno est actif jusqu’au 23 juin 1940. Les messages chiffrés lus couvrent la période du 6 juillet 1939 au 18 juin 1940. Les messages relatifs à 110 jours de cette période sont décryptés ; ceci signifie que 126 clefs journalières doivent être découvertes. La différence entre le nombre de jours et le nombre de clefs s’explique du fait que, pour certains jours, les messages de réseaux utilisant des clefs différentes sont interceptés et lus. La participation britannique à la découverte des clefs représente 83 %. La cause, l'accord de division du travail, aux termes duquel le PC Bruno se concentre sur les recherches, tandis que les Britanniques assurent les travaux techniques et l’exploitation journalière des messages interceptés. D’autre part, les Britanniques sont mieux préparés à l’interception des messages radio allemands et leur décryptage, car ils disposent de plus de matériel. Il arrive que le PC Bruno reçoive des Britanniques les clefs de jours pour lesquels le PC Bruno ne dispose pas encore de messages interceptés. Le nombre total de radiogrammes lus, du 20 octobre 1939 au 23 juin 1940, par l’équipe polonaise est de 8 440. Sur ce total, 1 151 messages ont trait à la campagne de Norvège, 5 084 à la campagne de Belgique et de France, 287 concernent les liaisons clandestines des Allemands avec leurs agents et 1 085 sont des messages du secteur russe. Les 833 messages restants proviennent de sources variées (Suisse). Parmi les messages concernant la Belgique et la France, certains, qui fournissent des renseignements sur les mouvements des unités allemandes, sont disponibles à temps pour la prise de contre-mesures.

#### Évacuation
Le 10 juin 1940, PC Bruno ferme devant l'invasion allemande. Le 24 juin, jour d'entrée en vigueur de l'armistice, les quinze Polonais et les sept Espagnols sont expédiés par avion à Oran, puis à Alger. Les Polonais insistent pour passer en Grande-Bretagne, afin de rejoindre les unités polonaises. Bertrand refuse.

#### Matériel
En décembre 1939, Langer apprend à Londres qu’une somme de 12 000 livres est allouée à la construction de répliques d’Enigma. Le PC Bruno dispose de trois copies polonaises d’Enigma. L’une est la copie donnée à Bertrand en août 1939 ; les deux autres, apportées par Langer et Ciężki, proviennent du stock détruit par les Polonais. L’une de ces machines est démontée par Palluth afin d’établir les dessins techniques destinés à permettre la production d’autres répliques. Malheureusement, les copies commandées par Bertrand ne sont pas livrées avant juillet 1940, c’est-à-dire trop tard. Ainsi, au PC Bruno, deux machines seulement sont disponibles.

#### Personnel

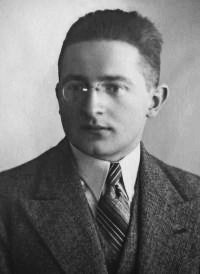
Marian Rejewski en 1932

PC Bruno comprend plusieurs sections, dont les membres sont français ou polonais, plus un officier de liaison britannique. 
- Commandement
  - Commandant G. Bertrand (F)
  - Colonel Gwido Langer (P)
  - Captain "Pinky" McFarlan (B)
- Section allemande
  - Commandement 
    - Commandant Renard (F)
    - Capitaine Maksymilian Ciężki (P)

  - Interception radio
    - Lieutenant de réserve Edward Fokczyński (P)
    - Lieutenant Annequin (F)
    - L. Siedenmeyer (F)

  - Cryptanalyse mécanique (Enigma)
    - M. Rejewski (P)
    - Lieutenant Antoni Palluth (P)
    - J. Rozycki (P)
    - H. Zygalski (P)
    - Lieutenant de réserve Kazimierz Gaca (P)
    - Henryk Paszkowski (P)
    - Ryszard Krajewski (P)
    - Capitaine Larcher (F)
    - Capitaine Braquenié (F)
- Section russe
  - Commandement 
    - Capitaine Couey (F)
    - Major M. Chasles (F)

  - Interception radio
    - Lieutenant Antoni Palluth (P)
    - Capitaine Mariele (F)
    - Capitaine Chadapaux (F)
    - Sergent Eclancher (F)

  - Cryptanalyse mécanique
    - Capitaine Jan Gralinski (P)
    - Stanislaw Szachno (P)
    - Piotr Smolenski (P)

#### Anecdote
Les cryptologues britanniques, français et polonais échangeaient des transmissions par téléscripteur chiffrées au moyen de copies d'Enigma. Le capitaine Henri Braquenié (armée de l'air) terminait chacun de ses messages aux Britanniques par un « Heil Hitler! »

### PC Cadix

#### Effectifs
Le 1er octobre 1940, le centre rouvre au château des Fouzes, près d'Uzès, sous un nouveau nom de code (d'après les papiers de Langer), PC Cadix. Effectif : 32 personnes. Le lieutenant-colonel et madame Bertrand, le capitaine Louis (adjoint de Bertrand), 7 Français, 7 Espagnols et 15 Polonais. Cette fois-ci, les Polonais forment une unité à part, le Poste 300 (ou Expozytura 300 des services spéciaux polonais). Il fonctionnera jusqu'en 1942.

#### Coopération avec le GC&CS
La coopération avec le GC&CS continue, par l'intermédiaire de postes polonais en contact avec le MI6. Cependant, la position du PC Cadix en zone libre est estimée trop vulnérable par Alastair Denniston, directeur de BP, qui hésite à partager ses informations, en particulier des réglages quotidiens de réseaux allemands chiffrés par Enigma. Or, comme à PC Bruno, le travail du PC Cadix est effectué à la main, sans bombe cryptologique, par des effectifs squelettiques.

#### Liaisons avec les services spéciaux polonais
Les Polonais agissent en francs-tireurs. Ils écoutent les trafics qui leur plaisent et ne communiquent qu'à leur gouvernement à Londres des renseignements qu'ils ne partagent pas avec Bertrand. Langer parle de passer en Angleterre où ses talents seraient mieux reconnus.
À Alger, quartier kouba, une antenne du PC Cadix dirigée par Ciężki, le Poste 01 (Station Rygor des services spéciaux polonais). Pour les Français, c'est le Poste Z. Les personnels tournent entre les deux stations. Le 9 janvier 1942, pendant une traversée de la Méditerranée, trois Polonais se noient, Smolenski (BS-3), Gralinski (chef du BS-3) et Rozycki (BS-4), ainsi que leur officier d'accompagnement, le capitaine François Lane.
Depuis le 7 mars 1941, le Poste 300 dispose d’une liaison radio directe avec le siège londonien des services secrets polonais, en contact étroit avec Wilfred Dunderdale du SIS. Cette liaison radio est utilisée entre Bertrand (Bolek) et Dunderdale. Le rôle joué par le Poste 300 en tant qu’intermédiaire entre le poste d’Alger du service secret polonais (Station Rygor) et le siège central de Londres n'est pas moins important. La mission de Rygor est de rassembler des renseignements en vue d'un futur débarquement allié.

#### Décryptage
En 1941, le travail du Poste 300 représente le décryptage de 4 150 messages radio allemands et 2 435 messages radio russes. Parmi les messages allemands, des trafics Luftwaffe de la campagne des Balkans. À partir de septembre 1941, les trafics interceptés concernent des exercices de routine.
Quelques rares trafics en provenance du front russe. Les messages radiophoniques russes chiffrés en code à 2, 3 et 4 caractères fournissent peu d’informations. Il est évident que la discipline des transmissions radio a été renforcée : les exemples de légèreté irresponsable deviennent rares, des noms de code plus fréquemment utilisés pour les noms des chefs, des unités et le repérage des lieux. Il n’existe pas, dans les papiers de Langer, de renseignements détaillés sur le travail accompli en 1942 par le poste 300. Il est simplement mentionné que les résultats sont similaires à ceux de 1941.

#### Évacuation
Le 4 novembre 1942, Bertrand lit un message codé, reçu par un contact de la Résistance locale, qui annonce l'imminence d'une invasion de l'AFN par les Alliés. Le 6, Le PC Cadix est approché par deux véhicules gonio banalisés de l'Aktion Donar. Le matériel est camouflé dans des caches où il sera retrouvé en 1945. Le 8, Bertrand apprend, en écoutant la TSF, que les Alliés ont débarqué en Algérie et au Maroc. Le 9 au matin, le PC Cadix est désert. Certains Français passent dans les réseaux clandestins du SR français, d'autres sont mutés en Algérie.

### Odyssées
Les Polonais sont cachés dans les Alpes-Maritimes. Dans l'immédiat, Bertrand refuse de les exfiltrer en AFN passée sous contrôle allié. Quand il change d'avis, plusieurs tentatives bâclées échouent. Les relations s'enveniment. La police française pose des questions.
En janvier 1943, Rejewski et Zygalski franchissent les Pyrénées. Emprisonnés jusqu'au 4 mai, ils tournent deux longs mois en Espagne et au Portugal, avant d'atteindre le Royaume-Uni. Malgré leur expérience, ils ne sont pas affectés au décryptage d'Enigma à BP, mais au décryptage manuel de codes mineurs.
Paszkowsli et son épouse, Michalowski, Antoni Palluth et Szachno échappent aux recherches.
Dans la nuit du 10 au 11 mars 1943, Langer, Ciężki, Palluth, Fokczyski et Gaca sont arrêtés en tentant de franchir les Pyrénées. Les deux premiers sont expédiés au Frontstalag 122 de Compiègne, puis au SS-Sonderkommando de Schloss Eisenberg (Tchécoslovaquie), satellite du KL Flossenburg. Les trois autres à Sachsenhausen où deux périssent, Palluth tué par un bombardement et Fokczyski mort d'épuisement.
Le 27 février 1943, un agent trouble du SR-Guerre, Rodolphe Lemoine est arrêté par l'Abwehr. Il se met à table. Or, c'est l'ancien contact de Hans-Thilo Schmidt. Les Allemands apprennent la trahison de Schmidt et les copies de manuels Enigma, avant-guerre. Schmidt est arrêté et interrogé.
En mars 1944, Langer et Ciężki, retrouvés par l'Abwehr, confessent les décryptages polonais d'avant-guerre. Mais ils ne lâchent rien de leurs activités depuis octobre 1939.